# Línea prohibida
En física y química, una línea prohibida o mecanismo prohibido es una línea espectral emitida por átomos sometidos a transiciones de energía no permitidas normalmente por las reglas de selección de la mecánica cuántica. 
En química, prohibido quiere decir absolutamente imposible debido a las leyes naturales, pero con la asunción de un ideal de simetría. 
En física, quiere decir que el proceso no puede continuar por la ruta más eficiente (dipolo eléctrico). Aunque las transiciones estén nominalmente prohibidas, su ocurrencia espontánea no es imposible en el caso de que un átomo o molécula se eleve a un estado excitado. Más precisamente, existe una cierta probabilidad de que un átomo excitado haga una transición prohibida a un estado de energía más bajo por unidad de tiempo; por definición, esta probabilidad es mucho menor que la de cualquier transición permitida por las reglas de selección. Por lo tanto, si un estado puede desexcitar vía una transición permitida o a través colisiones, por ejemplo, seguramente hará esto en lugar de  tomar una ruta prohibida. Sin embargo, las transiciones prohibidas son tan sólo relativamente improbables; los estados que sólo pueden degenerar de este modo (denominada también estado metaestable) normalmente tienen una vida del orden de milisegundos, comparado con menos de un microsegundo para la descomposición a través de transiciones permitidas. 
Las emisiones de líneas prohibidas sólo se han observado en gases de extremadamente baja densidad y en plasmas, o de la espacio exterior o en el extremo superior de la atmósfera terrestre. Incluso el laboratorio de vacío más potente de la Tierra es todavía demasiado denso para las líneas de emisión prohibidas antes de que los átomos se desexciten por colisiones. Sin embargo, en el espacio, las densidad puede ser de sólo unos cuántos átomos por centímetro cúbico, haciendo poco probables tales colisiones atómicas. En esas condiciones, toda vez que un átomo o molécula ha sido excitada, por cualquier motivo, hacia un estado metaestable, es casi seguro que degenerará emitiendo fotones de líneas prohibidas. Como los estados metaestables son bastante comunes, las transiciones prohibidas son un porcentaje significativo de los fotones emitidos por el gas de ultra baja densidad del espacio. 
Las transiciones de líneas prohibidas se escriben poniendo paréntesis cuadrados alrededor de la especie atómica o molecular en cuestión, por ejemplo [O III] o [S II]. Las líneas prohibidas de nitrógeno ([N II] a 654.8 y 658.4 nm), azufre ([S II] a 671.6 y 673.1 nm), y oxígeno ([O II] a 372.7 nm, y [O III] a 495.9 y 500.7 nm) se observan comúnmente en el plasma  astrofísico. Estas líneas son extremadamente importantes en el equilibrio energético de nebulosas planetarias y regiones H II. También la línea de hidrógeno de 21 cm es de capital importancia en radioastronomía, puesto que permite ver gas de hidrógeno neutro muy frío.